# Purwoharjo (Ampelgading)
Purwoharjo is een bestuurslaag in het regentschap Malang van de provincie Oost-Java, Indonesië. Purwoharjo telt 1765 inwoners (volkstelling 2010).